# 汉斯·维尔纳·亨策
汉斯·维尔纳·亨策（德語：Hans Werner Henze，1926年7月1日—2012年10月27日），德国作曲家，马克思主义者，同性恋者。亨策在60年代加入意大利共产党。

## 生平
亨策在 12 岁时就开始作曲了，早于在Braunschweig State Music School接受正规音乐教育的 1942 年至 1944 年前。他从小就对政治和社会问题感兴趣，对于资产阶级价值观的排斥和亲身接触的纳粹主义，可能对他后来的政治思想产生了很大的影响。二战期间，他曾在德国军队服役过一段时间，并作为战俘被短暂关押。战后，他在海德堡的教堂音乐学院继续他的音乐学习，在那里他与 Wolfgang Fortner 一起工作，并于1948在达姆施塔特学习，与勋伯格的弟子René Leibowitz一起学习。他最早被承认的作品就是从这个时候开始的，比如他的第一部公开演出作品《室内协奏曲》（1946）。他的第一部全长歌剧 Boulevard Solitude 于 1951 年完成。
亨策多年来一直与后勋伯格之类的作曲家有着强烈的认同感。 他于 1953 年移居意大利，试图改变这种看法，并为他的音乐带来了新的抒情。人们可以在他 1956 年首演的第二部歌剧 König Hirsch 和第 4交响曲 “Il Re Cervo”（1955）中听到这一点，它利用了该歌剧第二幕结尾的音乐。 W.H.Auden 和 Chester Kallman 是 斯特拉文斯基 的 The Rake's Progress 的编剧，为亨策的第四部和第六部歌剧 Elegy for Young Lovers（1961）和 The Bassarids（1965-1966）提供了歌词。大约在这个时候，他担任了他的第一个教学职位，他是萨尔茨堡莫扎特音乐学院作曲大师班的主任。

## 著名事件
1968 年，清唱剧 Das Floss der Medusa（美杜莎之筏，写给切·格瓦拉的一首安魂曲）的首演在德国汉堡首演，该作品的编剧和其他人被捕，这使他进一步声名狼藉。与德国学生和意大利知识分子的互动促使亨策为他的工作带来了日益增强的政治意识。社会主义和新左派对他非常有吸引力，尤其是在 1969-70 年在古巴任教一年后，他带领古巴国家交响乐团首演了他的Symphony No. 6 for two chamber orchestras（为两个室内乐团而作的第六交响曲）。

## 创作风格
亨策的创作数量颇丰，擅于抒发强烈的情感，广泛采用序列音乐和偶然音乐的创作手法，而与传统保持密切联系。其作品常常带有明显的政治因素。他的歌剧数量甚多，比较著名的是《孤寂的林荫路》，取材于《玛侬·莱斯科》。
他的第九交响曲首演于1997年，讲述了从德国集中营逃脱的囚犯的故事，交响曲献给“德国反法西斯主义的英雄和烈士”（the heroes and martyrs of German anti-fascism）。
亨策为他那个时代的许多伟大表演者作曲，例如 Dietrich Fischer-Dieskau、Peter Pears、Julian Bream、Heinz Holliger 和 Ursula Holliger，以及 Christoph Eschenbach。

## 延伸阅读
- Bokina, John. 1997. Opera and Politics: From Monteverdi to Henze. New Haven: Yale University Press. ISBN 0-300-06935-9.
- Henze, Hans Werner. 1984. Musik und Politik. Schriften und Gespräche [Music and Politics: Collected Writings] Ed. by Jens Brockmeier. Munich: Deutscher Taschenbuch Verlag, ISBN 3-423-10305-1 (1st Edition 1976, ISBN 3-423-01162-9). English translation of 1st German edition by Peter Labanyi: UK 1982 (Faber & Faber, ISBN 0-8014-1545-4) and US 1982 (Cornell University Press, ISBN 0-571-11719-8).
- Henze, Hans Werner. 1998. Bohemian Fifths: An Autobiography. Translated by Stewart Spencer. London: Faber & Faber. ISBN 0-571-17815-4 [Translation of Reiselieder mit böhmischen Quinten: Autobiographische Mitteilungen 1926–1995. Frankfurt: S. Fischer, 1996. ISBN 3-10-032605-9].
- Kennedy, Michael. 2006. The Oxford Dictionary of Music, 2nd edition, revised. Associate editor, Joyce Bourne. Oxford and New York: Oxford University Press. ISBN 0-19-861459-4.
- Palmer-Füchsel, Virginia. 2001. "Henze, Hans Werner". The New Grove Dictionary of Music and Musicians, second edition, edited by Stanley Sadie and John Tyrrell. London: Macmillan Publishers.